# Наполеонка
Наполеонка (пол. Napoleonka, также кремувка пол. kremówka, словац. krémeš) — польский кремовый торт или пирожное. Состоит из двух слоев слоеного теста, наполненного взбитыми сливками, сливочным кремом, заварным кремом или иногда кремом из яичного белка (безе), обычно присыпается сахарной пудрой. Также можно украсить кремом или покрыть слоем глазури.

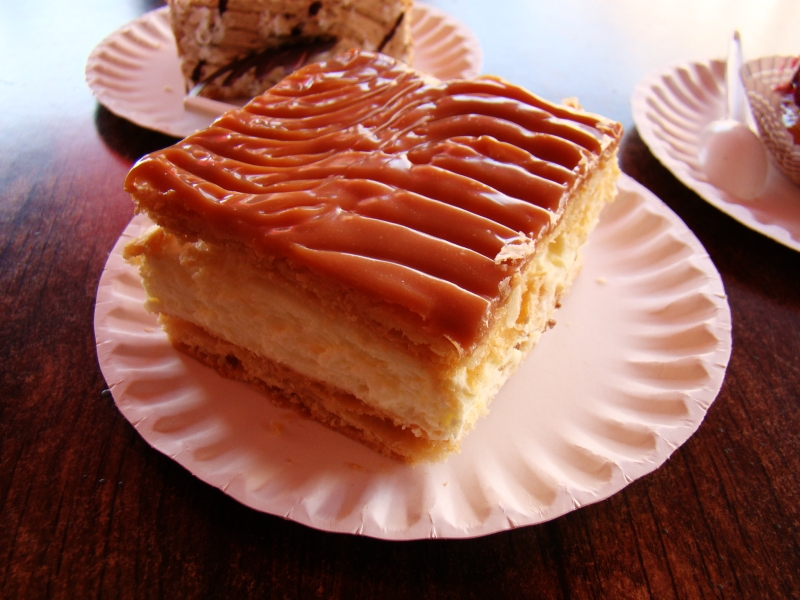
Кремувка

В одних регионах Польши торт известен как кремувка (что примерно переводится как «кремовый торт»), в других — наполеонка.
Торт представляет собой разновидность французского десерта mille-feuille из трех слоев слоеного теста, наполненного кремом или джемом, также известного как «Наполеон».
Местом происхождения mille-feuille называется, среди прочего, Неаполь. Во французском языке прилагательное «неаполитанский» будет «napolitain», и, вероятно, из-за искажения слова этот десерт и его производные в европейских странах называют «наполеонами», «наполеонками» и т. д. — что ложно трактуется как связь с Наполеоном Бонапартом.

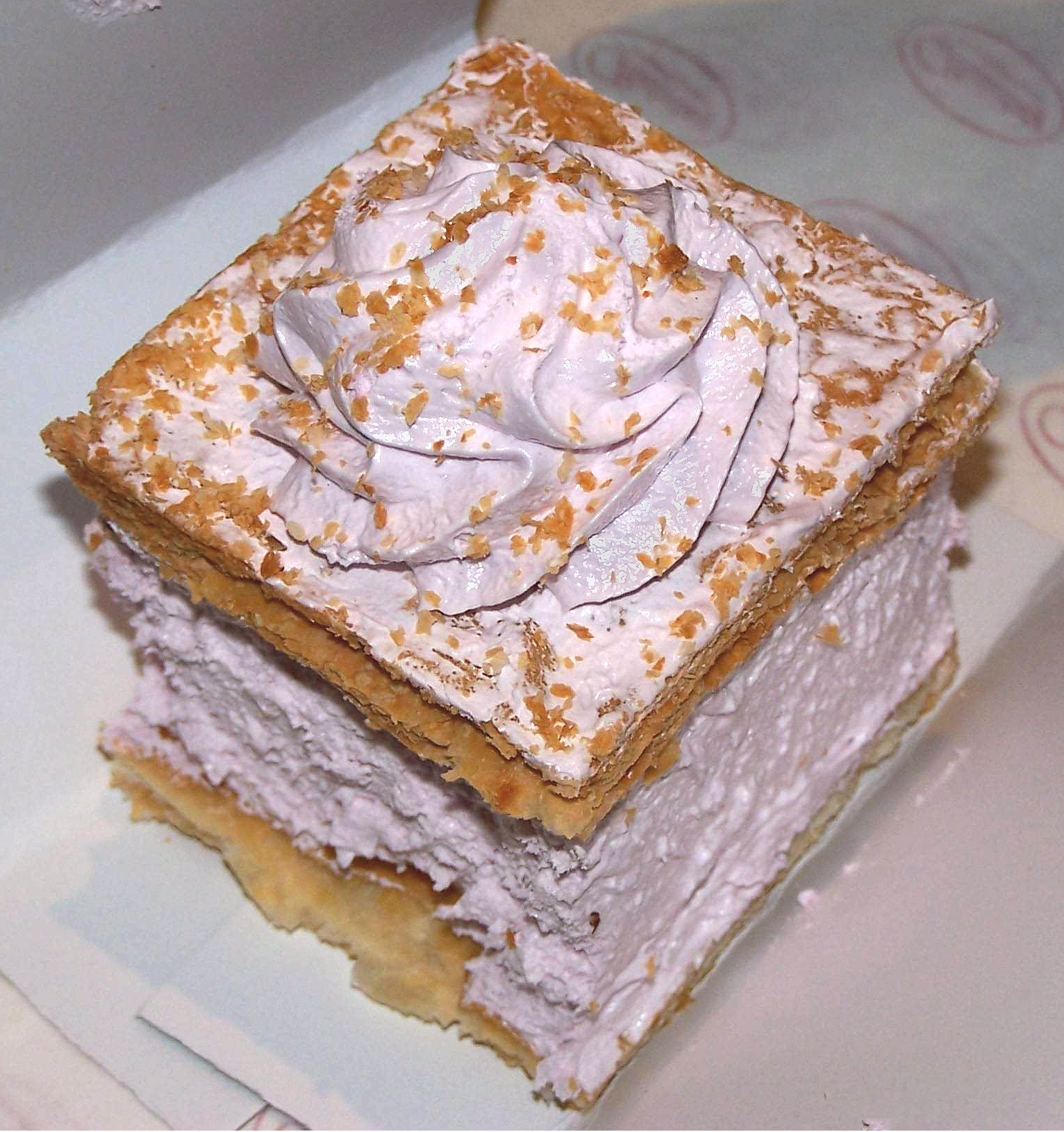
Наполеонка с кремом безе

По некоторым данным, в Варшаве термин «наполеон» был заимствован от одноименной довоенной кондитерской. «Наполеонка» принадлежала Феликсу Голашевскому, находилась на ул. Свентокшиска 26 и обращена к площади Наполеона. Торты, продаваемые в «Наполеонке», якобы получили от нее название и были ее флагманским продуктом. В 1930 году Голашевский открыл вторую одноименную кондитерскую на улице Новы Свят, 53 (на месте знаменитой кондитерской «Кресы»). В 1936 году заменил кондитерские изделия из Нового Света на «Наполеонку» на ул. Пулавская 3.

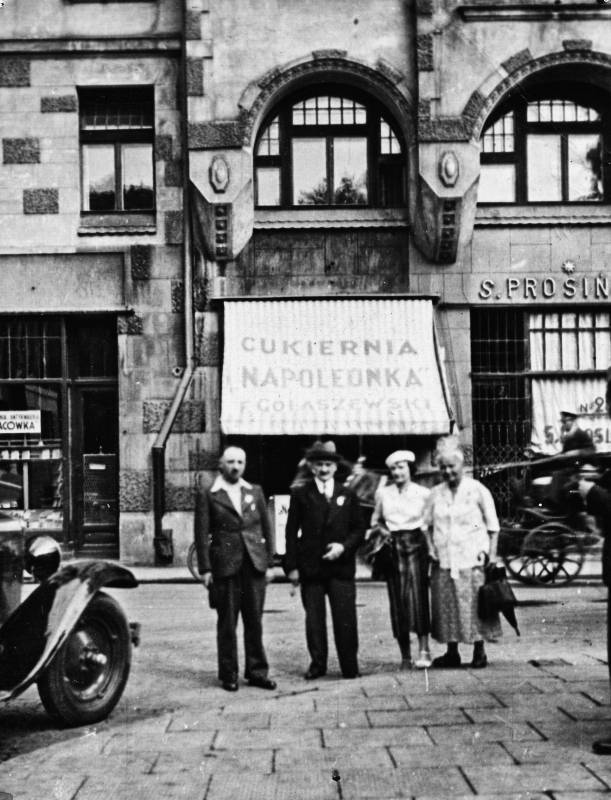
Группа эсперантистов перед кондитерской «Наполеонка» в Варшаве во время Всемирного конгресса, 1937 год

## Папская кремувка
Иногда продаются кремовки, содержащие алкоголь, которые стали популярными, особенно после истории о том, что Папа Иоанн Павел II якобы любил этот вариант десерта. Oднако, как утверждают источники, Папа любил традиционную кремувку.
16 июня 1999 Папа Иоанн Павел II рассказал, что после того, как сдал экзамен на аттестат зрелости, он со своими друзьями отправился за кремувками в своем родном городе Вадовице. Они поспорили, кто сможет съесть больше всех. Будущий Папа съел восемнадцать кремувок, но пари не выиграл.
Об этом писали СМИ, и в Польше стали популярны «папские» кремувки из Вадовиц.
Кондитерская, где Папа ел кремувки, принадлежала еврейскому мастеру по изготовлению тортов Каролю Хагенхуберу, который приехал в Польшу из Вены. Она была расположена на городской площади Вадовице. Некоторые предполагали, что оригинальные папские кремувки содержали алкоголь, но сын Хагенхубера отрицал это. По его словам, торты его отца были обычными безалкогольными, хотя и делались из всех натуральных ингредиентов по традиционному рецепту. Так или иначе, это привело к возобновлению и даже международной славе торта, переименованного в «папский».
Кремувки, запомнившиеся Папе Иоанну Павлу II, были наполнены ванильно-молочным заварным кремом.
В 2007 году к 87-летию со дня рождения Папы Иоанна Павла II в Жешуве испекли гигантскую кремувку.